# Placa de reclamação a Ea-nasir

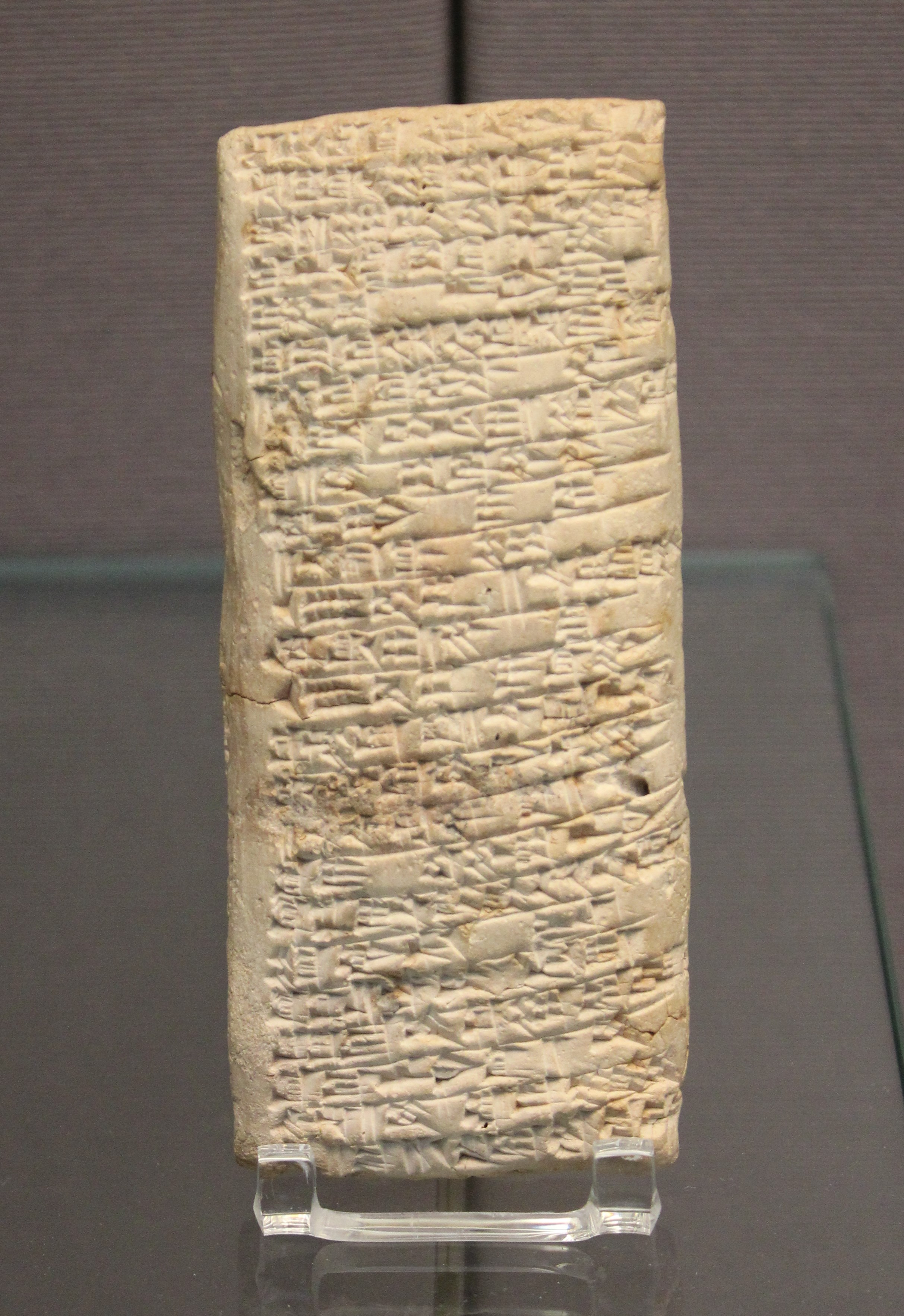
Placa em exibição no Museu Britânico.

A placa de reclamação para Ea-nasir (UET V 81) é uma tábua de argila que foi enviada para a antiga Ur, escrita c. 1750 AC. Trata-se de uma reclamação destinada a um comerciante chamado Ea-nasir enviada por um cliente chamado Nanni. Escrita em cuneiforme acadiano, ela é considerada como a reclamação escrita mais antiga já descoberta. Atualmente, encontra-se mantida no Museu Britânico.
Ea-nasir viajou para o Golfo Pérsico a fim de comprar cobre e voltou para revendê-lo na região da Mesopotâmia. Em certa ocasião, ele concordou em vender lingotes de cobre para Nanni. Nanni enviou seu servo com o dinheiro para completar a transação. No entanto, o cobre estava abaixo do padrão desejado e não foi aceito. Em resposta, Nanni escreveu a mensagem em cuneiforme, para esta ser entregue a Ea-nasir.

Nela, está inscrito:
"O que você acha que eu sou para me tratar com tamanho desprezo? Eu enviei mensageiros para coletar o saco com o meu dinheiro (guardado com você) mas você me tratou com desprezo ao enviá-los de volta a mim de mãos vazias várias vezes, e ainda por território inimigo. Há alguém dentre os mercantes que negociam com Telmun que me tratara desta maneira? Você é o único que trata meu mensageiro com desdém!".
Além da reclamação para Ea-nasir sobre uma entrega de cobre de grau incorreto e problemas com outra entrega; Nanni também reclamou que seu servo (que cuidou da transação) foi tratado com grosseria. Afirmou que, até o momento em que escrevia, não havia aceitado o cobre, mas havia pago o dinheiro por ele.

## Descoberta

Ilustração do interior de uma antiga casa babilônica encontrada nas ruínas de Ur, que pode ter sido a residência de Ea-nasir

A placa foi descoberta por Sir Leonard Woolley, um arqueólogo britânico, enquanto liderava uma expedição em conjunto com a Universidade da Pensilvânia e o Museu Britânico realizadas entre 1922 e 1934 na cidade suméria de Ur.
A pedra tem 11,6 cm de altura, 5 cm de largura e 2,6 cm de espessura e encontra-se ligeiramente danificada.

## Mais tábuas
Outras placas semelhantes foram encontradas nas possíveis ruínas da residência de Ea-nasir. Isso inclui uma carta de um homem chamado Arbituram que reclamou que ainda não havia recebido seu cobre, enquanto outra traz o relato de um homem que se dizia cansado de receber cobre ruim.

## Legado

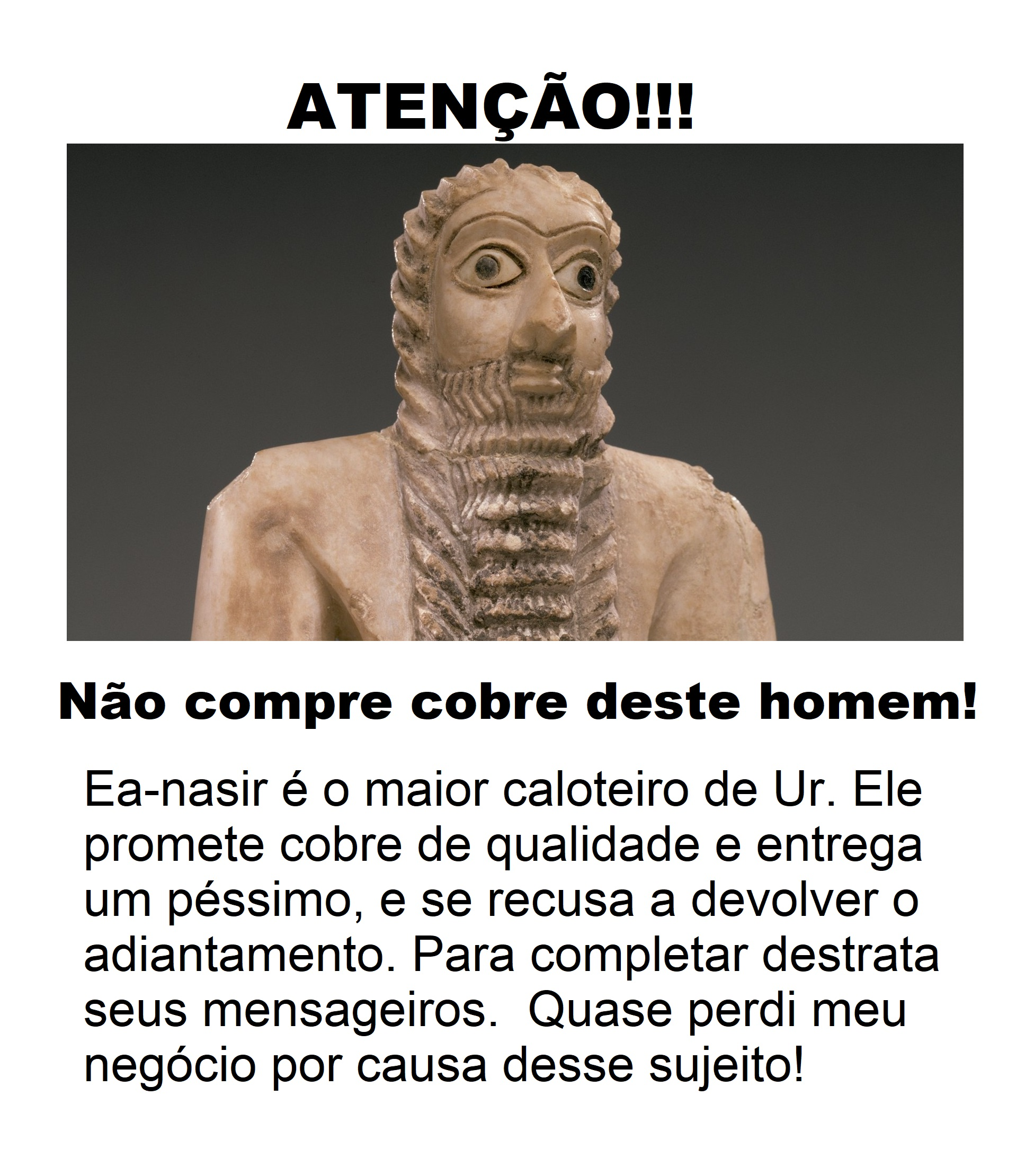
Exemplo de meme comum sobre Ea-Nasir. Apesar de a imagem apresentada ser bastante utilizada para representá-lo, trata-se de uma estátua votiva não relacionada.

A tábua de reclamações tornou-se um meme da Internet devido à sua natureza aparentemente anacrônica.
A placa foi reconhecida pelo Guinness World Records como a "Reclamação de Cliente Mais Antiga".